# Ужейовичі
Ужейовичі (пол. Urzejowice) — розташоване на Закерзонні село в Польщі, у гміні Переворськ Переворського повіту Підкарпатського воєводства.
Населення — 1815 осіб (2011).

## Історія
Після захоплення Галичини поляки розпочали колонізацію й асиміляцію і вже в 1411 р. заклали в селі латинську парафію.
У 1831 р. в селі був 21 греко-католик, які належали до парохії Кречовичі Каньчуцького деканату Перемишльської єпархії. На той час унаслідок півтисячоліття латинізації та полонізації українці лівобережного Надсяння опинилися в меншості.
Відповідно до «Географічного словника Королівства Польського» в 1892 р. Ужейовичі знаходилися у Ланцутському повіті Королівства Галичини і Володимирії, були 201 будинок і 953 мешканці, з них 945 римо-католиків і 36 євреїв. Того року за даними шематизму в селі було 2 греко-католики.
У міжвоєнний період село входило до ґміни Каньчуга Переворського повіту Львівського воєводства, українці-грекокатолики належали до  парафії Каньчуга Лежайського деканату Перемишльської єпархії. Українці не могли протистояти антиукраїнському терору після Другої світової війни.
У 1975-1998 роках село належало до Перемишльського воєводства.

## Демографія
Демографічна структура станом на 31 березня 2011 року:
|          | Загалом | Допрацездатний вік | Працездатний вік | Постпрацездатний вік |
| -------- | ------- | ------------------ | ---------------- | -------------------- |
| Чоловіки | 895     | 198                | 582              | 115                  |
| Жінки    | 920     | 181                | 527              | 212                  |
| Разом    | 1815    | 379                | 1109             | 327                  |